# Leksa Manuś
Leksa Manuš (Manuś in grafia romanì; nome vero: Aleksandr Belugin) (Riga, 7 febbraio 1942 – Mosca, 25 maggio 1997) è stato un poeta e linguista lettone.
Pedagogo di formazione, Leksa Manuš è una figura importante della poesia romaní e un traduttore poliglotta. Fu per anni documentarista all'Accademia delle scienze dell'Unione Sovietica. Tradusse in romaní Rāmāyaṇa e altri numerosi poemi dal sanscrito, dal lettone, dal francese, dal latino, dal bielorusso e da alcune lingue della Siberia.